# Análisis del camino
El análisis del camino (Path analysis) o análisis de pautas es un análisis de regresión múltiple más un diagrama de flujo de las interdependencias. Es una aplicación de la inferencia estadística y la teoría de grafos. Primero se determina el orden de las dependencias o prioridades entre variables por una Encuesta, por un método intuitivo u otro método. Hecha la selección se analiza este material con Tablas de contingencia y Matriz de correlación y el análisis medirá los caminos críticos con valores esperados o reales. Es un test que puede fallar si no se establece racionalmente el orden de las dependencias en la red del modelo causal, se emplean variables no relevantes y no se cumplen los supuestos básicos.
Un ejemplo puede ser las influencias de la educación y los ingresos de los padres en los hábitos de lectura y compra de libros de los hijos. Se dibuja una gráfica con todas las posibles rutas, que en la forma más simple tomará la apariencia en estrella de un triángulo con una Y inscrita entre sus vértices. Los vectores resultarán bidireccionales <--> cuando no se supo o pudo establecer dependencias -educación/ingresos- y en los otros casos positivos, estarán orientados en la dirección causa --> efecto <-- causa con sus correspondientes índices cuantitativos de la Tabla de regresión -hábitos/compra-. La principal propiedad es que el modelo es más expresivo que una tabla, como era de esperar cuando se recurre a un método gráfico para análisis multivariable. Las rutas de tráfico se pueden establecer como ecuaciones estructurales lineales de coeficientes de camino.
Heise (1969) establece los cuatro supuestos básicos: relación lineal, influencia unidireccional, prioridades causales y estadísticos fiables.
García Ferrando en (1989) : Socioestadística. Introducción a la estadística en sociología.
- Datos: Q1046024